# Scharlach-Eiche

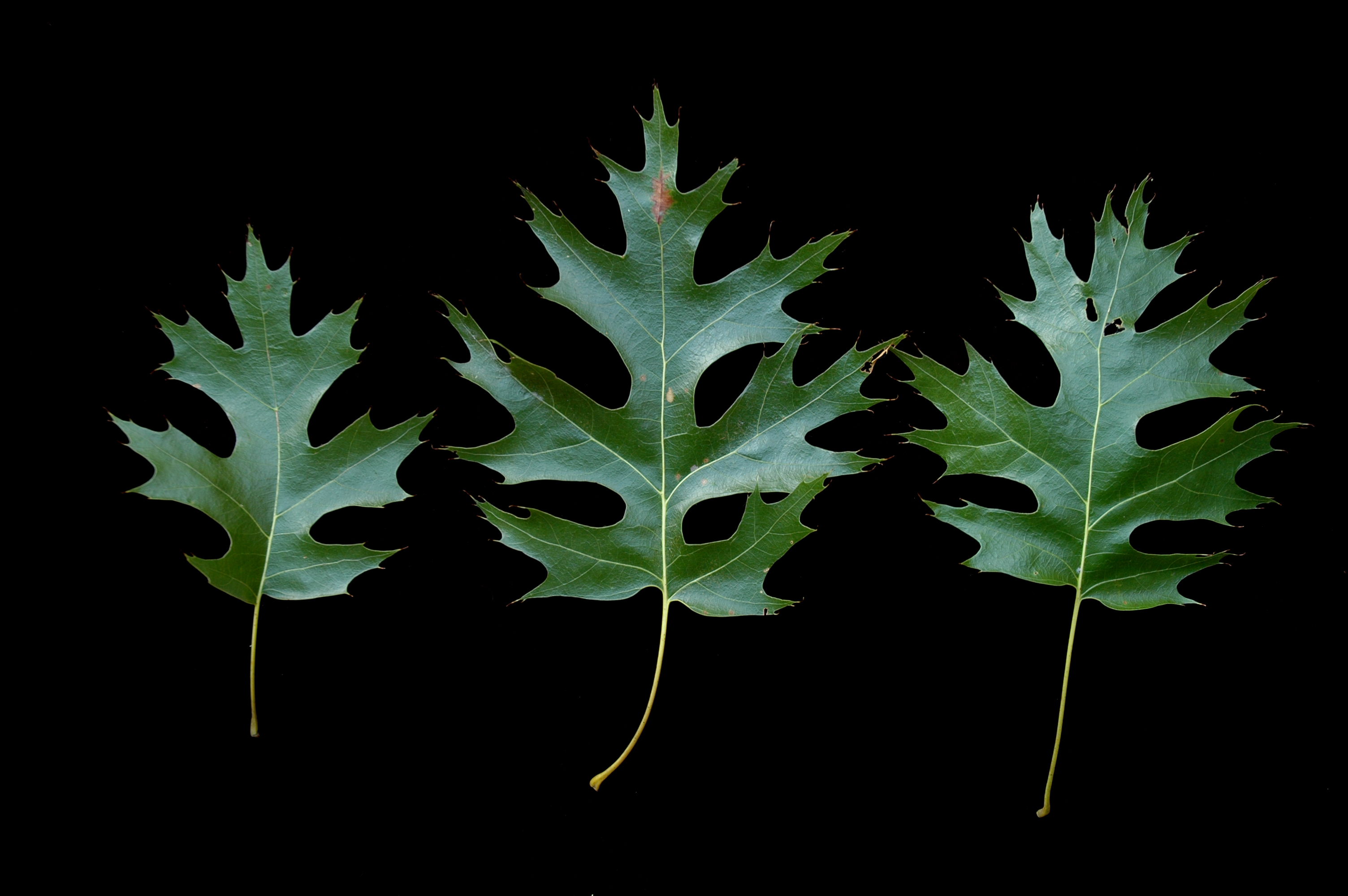
Geteilte und grannenspitzige Laubblätter

Die Scharlach-Eiche (Quercus coccinea) ist eine Laubbaumart aus der Gattung der Eichen (Quercus) in der Familie der Buchengewächse (Fagaceae). Sie ist der offizielle Baum des US-amerikanischen Bundesdistrikts District of Columbia.

## Beschreibung
Die Scharlach-Eiche ist ein laubabwerfender, recht schnellwüsiger Baum. Sie kann eine Wuchshöhe von 20 bis zu 30 Metern erreichen. Der Stammdurchmesser erreicht bis etwa 75 Zentimeter. Die Krone ist bei jungen Bäumen noch dicht kegelförmig, mit zunehmendem Alter eher unregelmäßig und etwas locker. Die Rinde des Stammes ist in der Jugend silbergrau und glatt; später wird sie dunkelgrau und feinrissig mit vielen Warzen.
Die jungen Zweige sind orangebraun, dabei oft auf der Oberseite mehr rotbraun und auf der Unterseite mehr olivfarben. Die Knospen sind spitz eiförmig mit dunkelrotbraunen Schuppen. Die wechselständigen und gestielten, spitzen Laubblätter der Scharlach-Eiche sind in Form und Größe variabel. Sie sind 7 bis 17 cm lang, 8 bis 13 cm breit, grannenpitzig gespalten bis geteilt mit bis zu 9 Lappen. Das Blatt ist meist nicht behaart und sitzt an einem dünnen, etwa 2,5 bis 6 cm langen, kahlen Stiel. Sehr auffallend ist die scharlachrote Herbstfärbung, die meist vorzeitig bei ein oder zwei einzelnen Ästen einsetzt. Ein Teil der Blätter an den unteren Ästen bleibt oft bis Januar am Baum.
Die Scharlach-Eiche ist einhäusig (monözisch). Die männlichen und weiblichen Blüten sitzen in hängenden Kätzchen. Die alle zwei Jahre erscheinenden Eicheln sind eiförmig und etwa 1 bis 2 cm lang; sie sitzen in einem becherförmigen, breitschuppigen Becher.

## Verbreitung und Standort

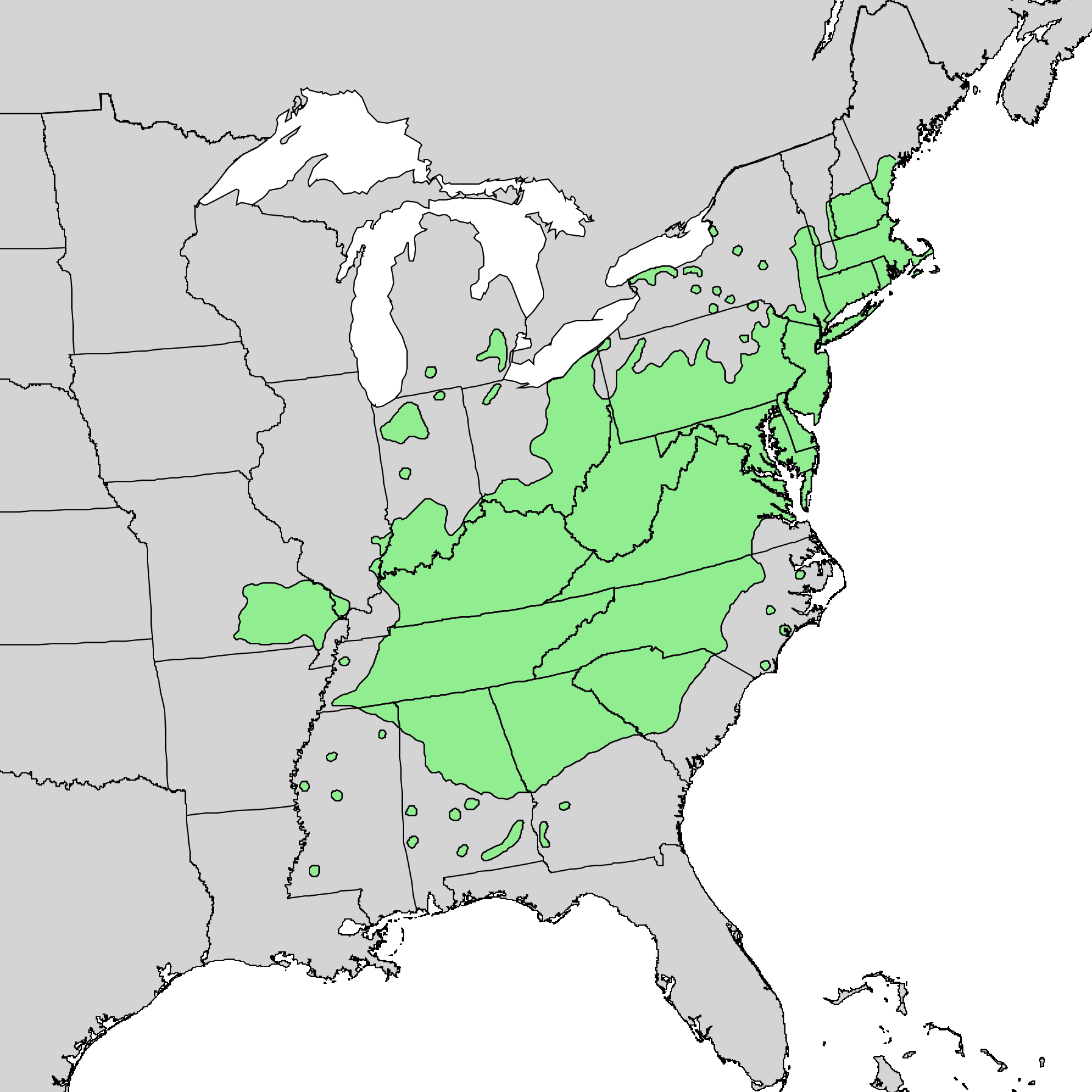
Verbreitung der Scharlach-Eiche

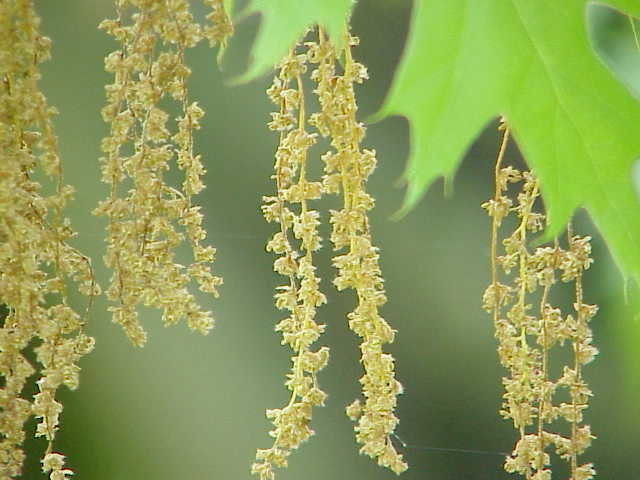
Männliche Blütenkätzchen

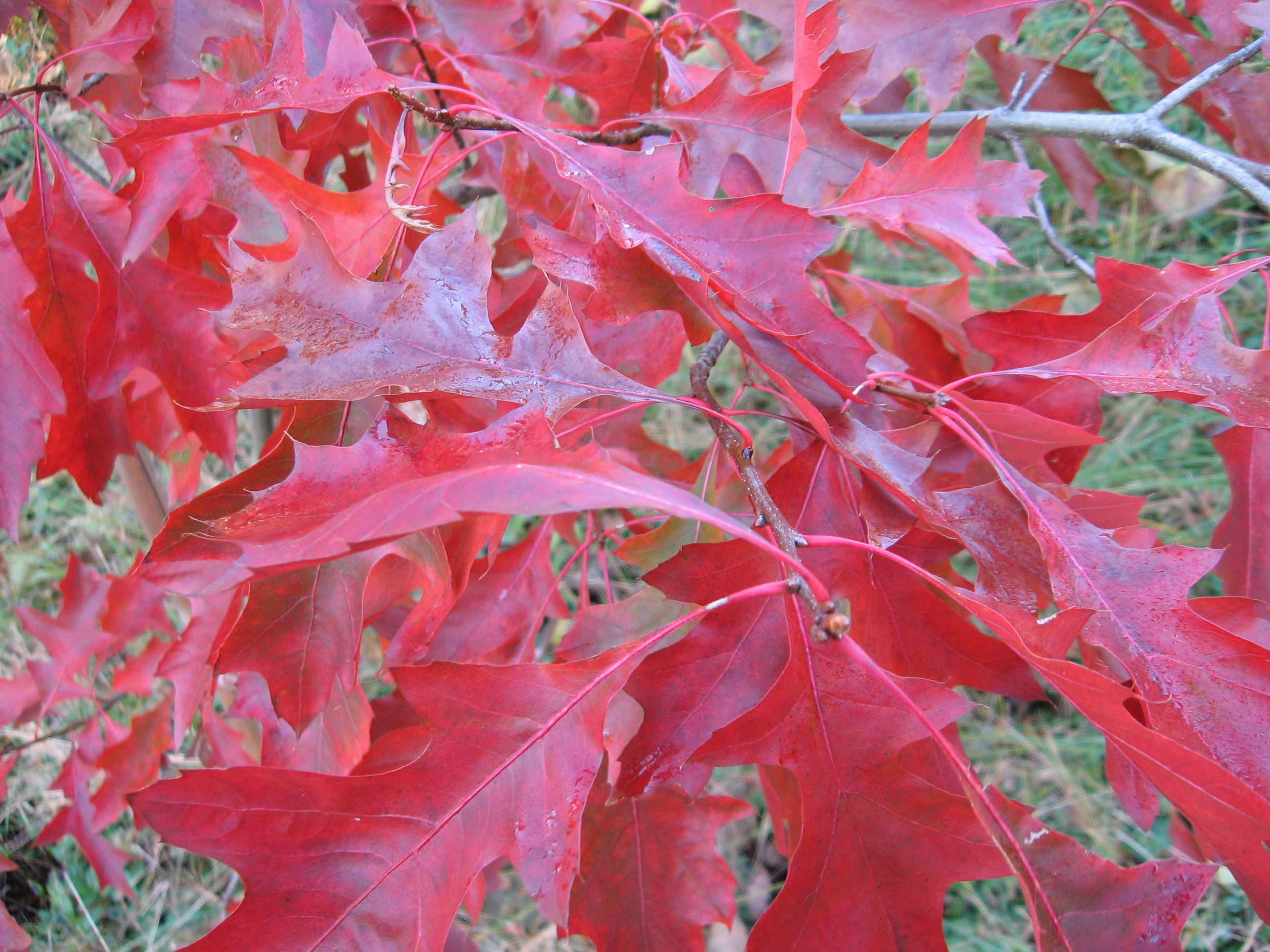
Herbstliche scharlachrote Blätter

Diese Baumart stammt ursprünglich aus dem Osten Nordamerikas. Das Verbreitungsgebiet reicht von Maine im Norden nach Oklahoma im Westen und Alabama im Süden. Auch im äußersten Süden von Ontario (Kanada) ist sie heimisch. Die Scharlach-Eiche wurde in Europa als Zier- und Parkbaum eingeführt. Bekannt ist die Scharlacheiche (Berlin-Altglienicke).
Die Scharlach-Eiche wächst auf trockenen, sandigen und sauren Böden.

## Systematik
Die Erstbeschreibung der Art wurde 1770 veröffentlicht. Sie stammt aus dem sechsbändigen Werk Der Hausvater des deutschen Botanikers Otto Freiherr von Münchhausen.

## Zuchtformen

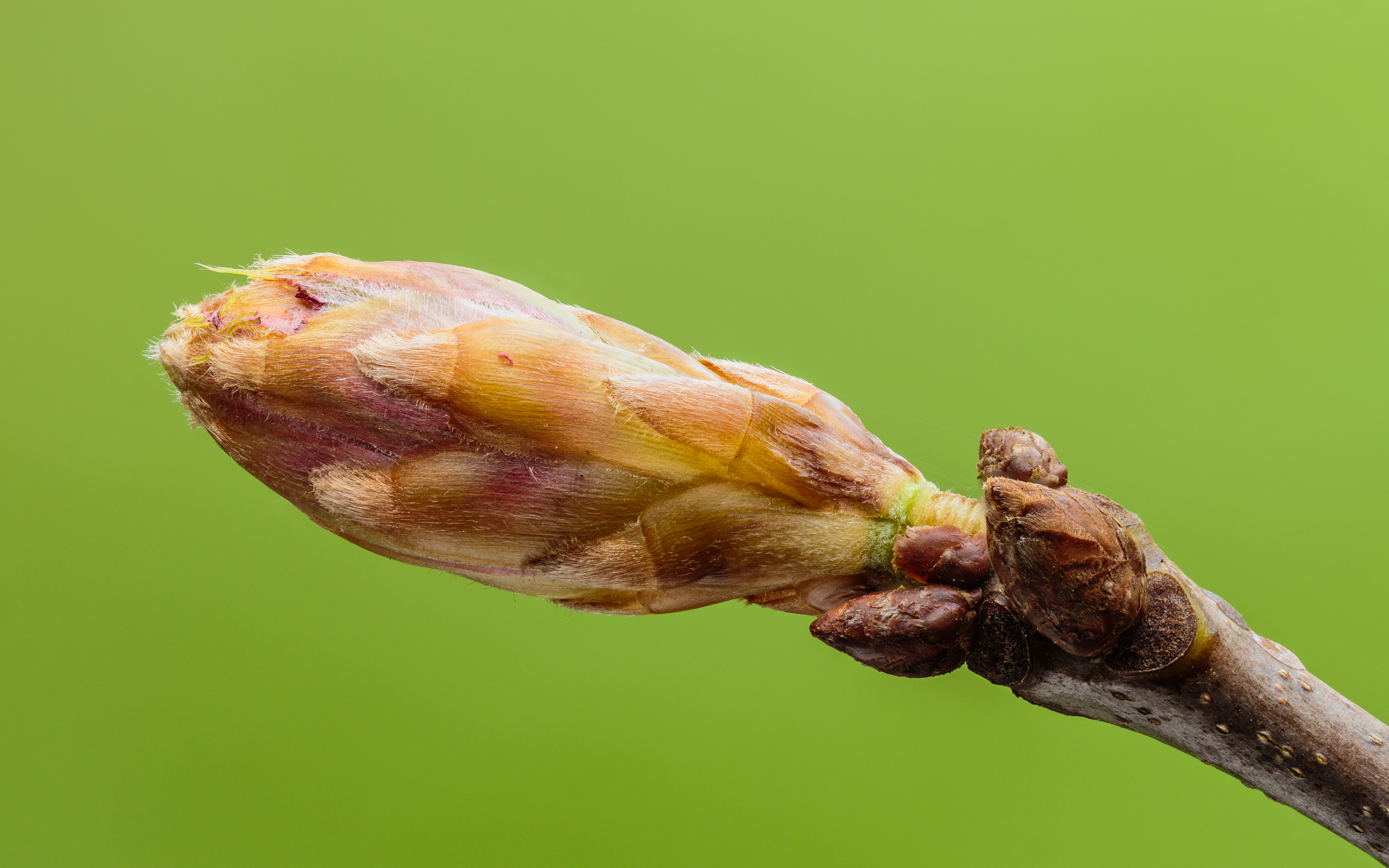
Blattknospe in der Entwicklung.

- 'Splendens': Diese großblättrige Form hat etwa 18 × 13 cm große glänzende Blätter; die Blattstiele sind mit 4 bis 6 cm Länge auch länger als beim Typ. Die Form weist eine noch intensivere, leuchtendere Herbstfärbung als der Typ auf.

## Ähnliche Arten
Verwechslungsgefahr besteht vor allem mit der Rot-Eiche (Q. rubra), der Sumpf-Eiche (Q. palustris) und der Färber-Eiche (Q. velutina).